# شيلا دان
شيلا دان (بالإنجليزية: Sheila Dunn)‏ هي ممثلة بريطانية، ولدت في 11 أبريل 1940 في ولفرهامبتن في المملكة المتحدة، وتوفيت في 3 مارس 2004 في تويكنهام في المملكة المتحدة.

## وصلات خارجية
- شيلا دان على موقع IMDb (الإنجليزية)